# 亞里
亞里（1981年7月22日—），台灣主持人、演員，本名廖敏君，畢業於國立陽明大學物理治療系。

## 電視劇
- 2007年 華視、東森戲劇台《惡女阿楚》 飾演 花花
- 2009年 客家電視台《花樹下的约定》 飾演 程心怡
- 2009年 客家電視台《月滿水沙漣》 飾演 陳瓊音
- 2009年 公視《我的青春ㄌㄨˋ》 飾演 啦啦隊隊長
- 2011年 台視《飯糰之家》 飾演 球球
- 2012年 台視《東門四少》 飾演 楊恩琪
- 2014年 大愛電視台《春暖向陽天》 飾演 秋萍
- 2016年 愛奇藝《校花的貼身高手2》 飾演 焦牙子
- 2024年 北京衛視、江蘇衛視《但願人長久》 飾演 婚紗店設計師

## 電影
- 2009年《星月无尽》飾演 黃得月（年輕時期）
- 2020年《媽！我阿榮啦》飾演 女主播
- 2026年《空姐復仇記》飾演

## 主持
- 2009年 公視《下課花路米》
- 2012年 公視《成語賽恩思》 (搭檔黃靖倫)
- 2012年 大愛《素食119》
- 2013年 大愛《蔬果生活誌》
- 2020年 公視《台灣囝仔、讚！》
- 2021年 Podcast《亞里的淨生活》

## 舞台劇
- 2013年 【相聲瓦舍】《迷香》飾演 女服務生(田原香)[3]

## 獎項紀錄
| 年份   | 頒獎典禮     | 獎項                 | 節目                             | 結果 |
| ------ | ------------ | -------------------- | -------------------------------- | ---- |
| 2013年 | 第48屆金鐘獎 | 兒童少年節目主持人獎 | 《成語賽恩思》                   | 提名 |
| 2015年 | 第50屆金鐘獎 | 兒童少年節目主持人獎 | 《下課花路米》                   | 提名 |
| 2016年 | 第51屆金鐘獎 | 兒童少年節目主持人獎 | 《成語賽恩思》                   | 獲獎 |
| 2016年 | 第51屆金鐘獎 | 兒童少年節目主持人獎 | 《下課花路米》                   | 提名 |
| 2018年 | 第53屆金鐘獎 | 兒童少年節目主持人獎 | 《下課花路米－同理心大考驗系列》 | 提名 |
| 2019年 | 第54屆金鐘獎 | 兒童少年節目主持人獎 | 《下課花路米－博物館大驚奇》     | 提名 |
| 2021年 | 第56屆金鐘獎 | 兒童少年節目主持人獎 | 《台灣囝仔讚》                   | 提名 |
| 2022年 | 第57屆金鐘獎 | 兒童少年節目主持人獎 | 《下課花路米－壯遊闖天下》       | 獲獎 |
| 2024年 | 第59屆金鐘獎 | 兒童少年節目主持人獎 | 《台灣囝仔讚》                   | 提名 |

## 外部連結
- 亞里的Facebook專頁
- 亞里的Instagram帳戶